# Stazione Kohnen
La stazione Kohnen (in tedesco Kohnen-Station) è una base antartica estiva tedesca intitolata a Heinz Kohnen, già direttore del dipartimento di logistica dell'Alfred-Wegener-Institut.

## Ubicazione
Localizzata ad una latitudine di 75°00' sud e ad una longitudine di 00°04' est a 2 892 metri di altezza, la base si trova nell'entroterra della costa della principessa Martha (Terra della regina Maud). La stazione sorge sullo stesso luogo della stazione Filchner di cui utilizza alcune strutture.
Inaugurata l'11 gennaio 2001 la base può ospitare sino ad un massimo di 28 persone. La struttura dipende sia amministrativamente che logisticamente dalla stazione Neumayer che si trova a 757 km di distanza, sulla linea di costa. A seconda delle condizioni meteorologiche un convoglio impiega dai 9 ai 14 giorni per collegare le due basi. Per questo motivo vengono organizzati anche rifornimenti aerei che utilizzano una pista di atterraggio nei pressi della base.

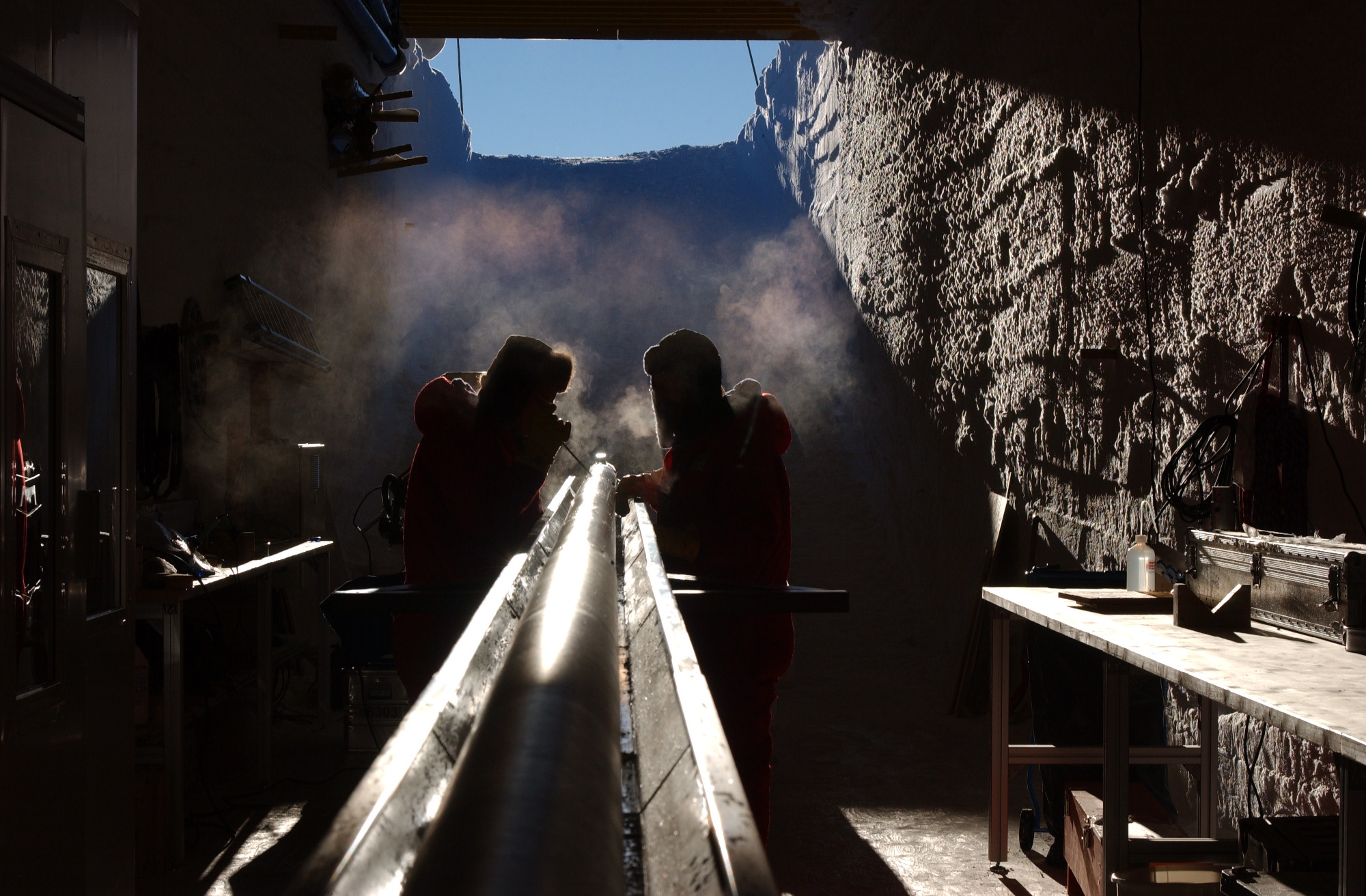
Attività di carotaggio nei pressi della stazione Kohnen.

## Attività
La stazione ha come principale scopo quello di fornire appoggio logistico per i campi di perforazione organizzati all'interno del progetto EPICA (European Project for Ice Coring in Antarctica). La base possiede inoltre una stazione meteorologica.